# Karl Toko Ekambi
Karl Toko Ekambi (Párizs, 1992. szeptember 14. –) francia születésű kameruni válogatott labdarúgó, az el-Áttifák játékosa.

## Pályafutása

### Klubcsapatokban
2023. január 26-án a Stade Rennais kölcsönben szerződtette. Augusztus 24-én a szaúdi Abhá szerződtette. 2024. január 30-án másfél éves szerződéssel csatlakozott az el-Áttifák csapatához.

### A válogatottban
2015. június 6-án debütált a kameruni labdarúgó-válogatottban a mauritániai labdarúgó-válogatott ellen. Tagja volt a győztes válogatottnak, amely a 2017-es afrikai nemzetek kupáján vett részt. A 2017-es konföderációs kupára utazó keretben is lehetőséget kapott. A 2021-es afrikai nemzetek kupája csoportkör második mérkőzésén duplázott Etiópia ellen.

## Sikerei, díjai
- Kamerun
  - Afrikai nemzetek kupája: 2017